# Clemente de Dunblane
Clemente de Dunblane (muerto en 1258) fue un fraile dominico del siglo XIII y primer obispo de su orden en Gran Bretaña e Irlanda. En 1233 fue elegido para liderar la maltrecha diócesis de Dunblane, en Escocia y conseguir que el obispado de Dunblane (conocido también como «obispado de Strathearn») fuera financieramente viable. Esta misión implicó muchas negociaciones con las autoridades seculares y otras poderosas instituciones religiosas, que habían adquirido el control de los ingresos que normalmente habrían correspondido por derecho de la diócesis de Clemente. Las negociaciones fueron difíciles, obligando a Clemente a visitar la curia papal en Roma. A pesar de no alcanzar todos sus objetivos, Clemente logró salvar el obispado de su reubicación en la abadía de Inchaffray. También recuperó ingresos suficientes para comenzar a trabajar en la nueva catedral de Dunblane.
Se enfrentó a un reto similar en el empobrecido obispado de Argyll en los años 1240. Se le encargó la tarea de restaurar la viabilidad de la diócesis y el nombramiento de un nuevo obispo. Su trabajo le llevó a crear una estrecha relación con el rey Alejandro II de Escocia. Clemente estuvo con el rey durante su campaña en Argyll en 1249 y a su lado cuando murió debido a unas fiebres. En 1250 Clemente consiguió instalar a un nuevo obispo en Argyll y se convirtió en uno de los «Guardianes», nombrados para gobernar Escocia durante la minoría de edad de Alejandro III. En el año 1250 gozaba ya de la reputación de ser uno de los reformadores dominicos más activos en Gran Bretaña. Clemente participó en los procesos previos a la canonización de Edmundo de Abingdon y la reina Margarita. Después de su muerte, fue venerado como santo, aunque nunca fue formalmente canonizado.

## Antecedentes y primeros años

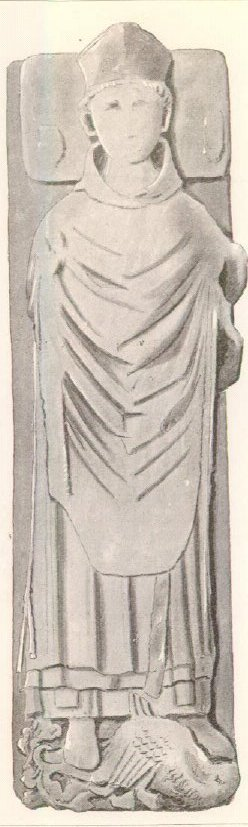
Efigie del obispo de Dunblane, identificada con la de Clemente.

No se tienen datos fidedignos de los orígenes o familia de Clemente. La Analecta Ordinis Fratrum Praedicatorum simplemente afirma que Clemente era «un escocés de nacimiento», y que fue admitido en la Orden de Predicadores en París en 1219. Esta fuente, sin embargo, no es considerada veraz por muchos estudiosos y no es de plena confianza. El historiador Archie Duncan, en su estudio sobre Clemente, se mostró cauteloso sobre la fecha de ordenación, que finalmente dató a principios de 1221 y escribió que «había entrado en la orden dominica a finales de la década de 1220». Aunque «Clemente» no es un nombre gaélico escocés ni inglés, había un gran número de hablantes de francés en Escocia e Inglaterra durante este período; de hecho, «Clemente» no tiene siquiera por qué ser su nombre de nacimiento. Por su parte, la gran mayoría de los habitantes de la diócesis de Dunblane hablaban gaélico y en esta época se consideraba que un obispo no podía ser ignorante de la lengua de su diócesis. Si esto hubiera sido considerado en el nombramiento de Clemente, se puede afirmar que era escocés. Cabe agregar que destacó más tarde por su habilidad para los idiomas. Recibió su educación universitaria en la Universidad de Oxford o en la Universidad de París, o tal vez en ambas instituciones. Existe la posibilidad de que se corresponda con un tal «padre Clemente Rocha», que fue el dueño de un manuscrito de la época, ahora custodiado en Edimburgo. Este hecho, sin embargo, no dice nada más acerca de sus antecedentes.
La orden mendicante de los dominicos tiene sus orígenes en la misión reformista del sacerdote castellano Domingo de Guzmán durante la Cruzada albigense en el sur de Francia. En 1219, Domingo había establecido casas en París, Bolonia, Madrid y Segovia. Cuando murió, en 1221, existían ya 21 casas. La expansión de la orden continuó en Inglaterra mediante el establecimiento de comunidades en Oxford en 1221 y Londres en 1224. Hubo cinco casas en Inglaterra en 1230, momento en que la orden estaba a punto de entrar en Escocia. La tradición posterior afirma que la orden dominica se introdujo en Escocia en 1230, alentada por el rey Alejandro II y William de Malveisin, obispo de Saint Andrews. Sin embargo, la primera fecha cierta de fundación de una casa dominica en Escocia es 1234.
Cuando Clemente volvió a Escocia y fue elegido obispo habían pasado tres años desde la muerte del último ordinario de Dunblane, Osbert. Puesto que no existía colegio electoral en la diócesis, el papa Gregorio IX encargó a los obispos de las diócesis de St. Andrews, Brechin y Dunkeld, encontrar y nombrar a un prelado adecuado. Debido a la falta de documentación de la época, sólo se puede especular respecto a la elección de Clemente. Sí es sabido que el rey Alejandro destacó más tarde por «su preocupación por la construcción de iglesias para los frailes predicadores [Fratrum precipue Predicatorum]». La reputación de los dominicos como vanguardia de la reforma religiosa, junto a la formación y contexto de Clemente, pueden haber sido los factores decisivos. En cualquier caso, Clemente fue consagrado como obispo en Wedale el 4 de septiembre de 1233, por William de Malveisin, obispo de St. Andrews. Su consagración hace que fuera el primer dominico de las islas británicas que gobernó una diócesis, hecho que el historiador Archie Duncan califica de «audaz».

## Obispo de Dunblane
El obispado de Dunblane era una pequeña diócesis que esencialmente se limitaba a los condados de Strathearn y Monteith. Tan escasa extensión de terreno y población era el principal inconveniente del obispado, que no podía contar con los ingresos adecuados, un problema que se agravó por el hecho de que Gille Brígte, conde de Strathearn, había establecido el Priorato de Inchaffray en 1200 (ascendido a abadía en 1221). En los años 1440, Bower escribió que Gille Brígte:

Dividió su condado en tres partes iguales. Una que le dio a la Iglesia y al obispo de Dunblane, la segunda para [la iglesia de] San Juan Evangelista y los canónigos de Inchaffray, la tercera que mantuvo para él y para sus propias necesidades.
Walter Bower, Scotichronicon.

Por si esto no fuera suficiente, gran parte de los ingresos no correspondientes a Inchaffray desde entonces había sido otorgados a otras instituciones religiosas, algunas incluso controladas por el obispo de Dunkeld. Dunblane tuvo sus orígenes en un establecimiento monástico gaélico antiguo, es decir, en una institución con un abad-obispo al frente de un conjunto relativamente informal de edificios más pequeños relacionados entre sí pero separados geográficamente. Dunblane se convirtió en diócesis en 1155, probablemente, como otros obispados con una historia similar (por ejemplo, Brechin), mediante un cambio en poco más que de nombre. Había una comunidad de eremitas Céli Dé en Muthill hasta por lo menos el final del siglo XIII, por lo que la sede del arcediano de la diócesis se situó alternativamente entre Dunblane y Muthill hasta la elección de Clemente como obispo. El mismo obispado no tuvo una única sede y probablemente estuvo asociado con ambas ubicaciones. Clemente visitó la corte papal para presentar su difícil situación. En la primavera de 1237, el papa escribió al obispo de Dunkeld en los siguientes términos:

[El] obispo Clemente... encontró la iglesia [diócesis] tan desolada que no había sitio en la iglesia catedral donde pudiera descansar la cabeza; no había colegio del clero; los oficios divinos se celebraban en una iglesia sin techo y sólo por un capellán rural; y los ingresos episcopales eran tan limitados y habían sido alienados en tal grado, que apenas era suficiente para sostenerle durante medio año.
Vetera monumenta, n.º 91.

Por otra parte, en respuesta a la visita de Clemente, el papa había habilitado a los obispos de Dunkeld, Brechin y Saint Andrews para tomar las medidas oportunas que sirvieran para rescatar el obispado. Le dijo a esos obispos que:

Ya que la continua atención de todas las iglesias es nuestra carga diaria, concedemos a dicha iglesia [Dunblane], hasta donde podemos personalmente, y les autorizamos, si encuentran la situación como la describen, a asignar al obispo citado, si se puede hacer sin escándalo, una cuarta parte de los diezmos (teinds) de todas las iglesias parroquiales de la diócesis de Dunblane, para que bajo su dirección y la de aquellos hombres, pueda reservar una parte adecuada para su propio mantenimiento y asignar a partir el resto de los ingresos a un deán y un grupo de canónigos que deseamos y autorizamos a instituir allí.
Vetera monumenta, n.º 91.

En su defecto, escribió el papa:

Un cuarto de los diezmos de todas las iglesias de la diócesis asignadas al obispo, que son mantenidas por laicos, podrán ser transferidas con la sede episcopal a los canónigos regulares de San Juan de la diócesis [es decir, a la abadía de Inchaffray], que tendrán el poder de elegir a un obispo cuando el puesto esté vacante.
Vetera monumenta, n.º 91.

Por lo tanto, la ayuda pontificia tenía dos caras. Por un lado, facilitó la tarea de Clemente con las instituciones eclesiales ya existentes. Por otra, abrió la posibilidad de que Dunblane desapareciera como centro episcopal, en favor de Inchaffray.

## Recuperación y reconstrucción

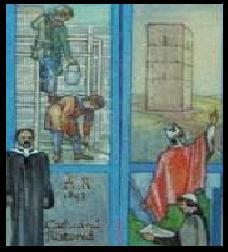
Representación artística moderna de la construcción de la catedral de Dunblane, supervisada por el obispo Clemente.

En los cuatro años posteriores a su visita a Roma, se hicieron acuerdos con las diversas instituciones que recibían los ingresos de la diócesis de Clemente, esto es, la abadía de Coupar Angus, la abadía de Lindores, la abadía de Cambuskenneth, la abadía de Arbroath, el convento de North Berwick y el Hospital de Brackley, Northamptonshire. Sin embargo, estos acuerdos no constituyeron un éxito completo: Clemente fue capaz de recuperar algunos ingresos, pero en pagos fijos poco seguros debido a la inflación. Por otra parte, tuvo que ceder canonjías permanentes a varios de los abades, concesiones que les darían un importante papel en la elección de los sucesivos obispos. Otro revés parcial ocurrió cuando Walter Comyn, Lord de Badenoch, conde de Menteith jure uxoris, decidió fundar un monasterio en su condado y dedicar los ingresos de las iglesias de su territorio a la nueva fundación, constituyendo el territorio de Menteith casi la mitad de toda la diócesis. A pesar del apoyo previo del papa a la causa de Clemente, concedió el permiso necesario al conde para fundar el nuevo monasterio. Comyn estableció el priorato de Inchmahome en el lago de Menteith en 1238. Walter y Clemente se enfrentaron respecto a los derechos de la nueva fundación, pero en el mismo año se elaboró un acuerdo en una reunión de miembros del clero en Perth. El acuerdo colocó la mayoría de las iglesias de Menteith bajo el control del conde, pero Clemente obtuvo varias concesiones, incluido el derecho a recibir las cuotas episcopales del nuevo priorato. En general, los éxitos de Clemente fueron considerables teniendo en cuenta la oposición a que se enfrentó, pero incluso después de su muerte, sólo 12 de las 26 parroquias de la diócesis estaban bajo control directo del obispo.
Aunque su sucesor, Robert de Prebenda, alegó que los ingresos de la sede episcopal eran aún inadecuados, fueron, sin embargo, suficientes para que Clemente comenzara a construir una nueva catedral. Esta obra se planteó a pesar de la hostilidad del conde de Menteith y lo que Cynthia Neville ha señalado como falta de interés por parte de los condes de Strathearn, como demostraba su renuencia a otorgar el patrocinio al obispado. La explicación de Neville es que, a lo largo de la historia, «la ambición de los obispos había representado un desafío para sus intereses y propiedades». Se ha sugerido que Clemente desmanteló la pequeña iglesia que existía en Dunblane antes de comenzar el trabajo de construcción del nuevo templo. La catedral fue construida según el estilo gótico, comenzando con la «Lady Chapel», que se utilizó para el culto mientras se construía el resto de la Catedral. Es posible que la catedral de Dunblane fuera completada durante el episcopado de Clemente, al menos la mayor parte de ella.

## Fuera de la diócesis

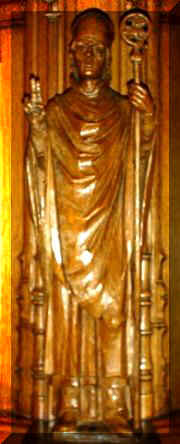
Imagen del obispo Clemente en la catedral de Dunblane.

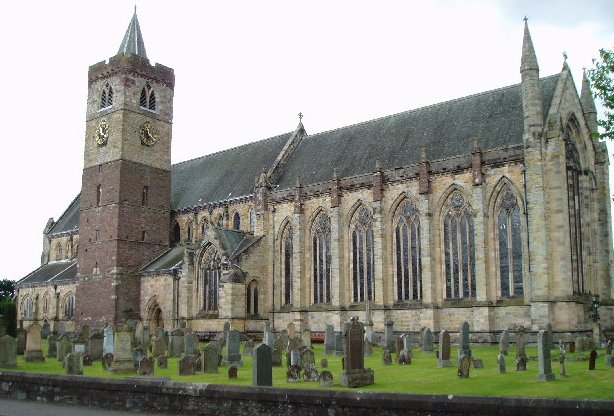
Catedral moderna de Dunblane, sede (cathedra) del obispo Clemente, responsable de su reconstrucción.

El cargo de Clemente como obispo de Dunblane le proporcionó la oportunidad de participar en diversos asuntos de ámbito nacional e internacional. En 1241, el capítulo general de la Orden del Císter comenzó la postulación de la santidad de Edmundo de Abingdon, ex arzobispo de Canterbury. Al año siguiente, varios clérigos escribieron relatos biográficos y recopilaron pruebas que apoyaban la eventual canonización de Edmundo. Clemente fue uno de estos clérigos. La canonización de Edmundo fue aprobada por el papa Inocencio IV en 1246. Clemente tomó parte en una campaña similar en 1249, como parte del movimiento para la canonización de la reina Margarita, una de las antepasadas de los reyes escoceses de su época. Clemente fue encargado de investigar su santidad y al año siguiente Margarita fue canonizada. Mientras tanto, en 1247, Inocencio IV otorgó a Clemente el nombramiento, más oneroso y exigente, de recaudador de impuestos papales. Clemente fue el encargado de recoger una vigésima parte de todos los ingresos eclesiásticos dentro del Reino de Escocia con el objetivo de financiar una nueva cruzada. El nombramiento de Clemente formaba parte de la iniciativa de recaudación que realizó la jerarquía eclesiástica en toda la cristiandad occidental.
Tal vez las actividades más importantes de Clemente fuera de su diócesis fueran, sin embargo, en relación con el obispado de Argyll. En 1241, el último obispo de Argyll, William, se había ahogado en el mar. Argyll era el obispado más pobre en Escocia y el área carecía de una autoridad real fuerte y, por lo tanto, de buena protección. En los siguientes seis años, nadie había ocupado el obispado vacante. Desde al menos 1247, Clemente se encargó de la diócesis, sin título episcopal adicional. Esencialmente se le solicitó hacer por Argyll lo que había hecho anteriormente por Strathearn. Las fuentes son muy pobres al respecto, pero hacia 1249 había conseguido el control de al menos una más de las iglesias del territorio. El 23 de diciembre de 1248, fue autorizado por el papa, con el beneplácito del obispo de Glasgow, el nombramiento de un nuevo obispo de Argyll. En enero de 1249, Clemente obtuvo el permiso para trasladar la catedral de Argyll, situada en Lismore, al continente. Los problemas de Clemente parece que se centraban en el gobernante de Argyll, Eóghan MacDubhghaill. La falta de autoridad real en Argyll hacía difícil para la Iglesia ejercer un control eficaz en la provincia; al mismo tiempo, el establecimiento de un obispado fuerte en el área era vital para integrar el territorio completamente en el Reino, un objetivo anhelado por el rey, Alejandro II. Así, coincidían esencialmente los objetivos de Alejandro y de Clemente. No es posible ser más específicos, pero en 1249, el monarca emprendió una expedición contra Eóghan. El rey estaba tratando de forzar al caudillo local, cuyas tierras se encontraban dentro de los señoríos del Reino de Escocia y del Reino de Noruega, a renunciar a su lealtad al rey noruego. Eóghan alegó que era incapaz de hacerlo. El historiador contemporáneo Mateo de París escribió al respecto que: 

El rey, por lo tanto, declaró infiel a Eóghan y lo persiguió hostilmente por barco cerca de Argyll, animado por las vehementes instigaciones de, como se dice, un determinado e indiscreto obispo de Strathearn, un fraile, a saber, de la orden de predicadores.
Citado en Anderson, Scottish Annals.

Este «indiscreto obispo... fraile» era, por supuesto, Clemente. Alejandro II murió de enfermedad en esta expedición, con Clemente al lado en su lecho de muerte. Su último acto fue dispensar una subvención al obispado de Argyll. A pesar de la muerte del rey, la expedición fue un éxito para Clemente. Hubo un nuevo obispo de Argyll el 27 de septiembre de 1250; a más largo plazo, la sede continuó siendo gobernada por obispos sin vacante hasta la reforma protestante. Por otra parte, hacia 1255 Eóghan hizo pública su plena lealtad a la Corona Escocesa, tras la falta de apoyo del rey de Noruega.

Clemente mantuvo una estrecha asociación con el rey Alejandro II y su reputación como obispo y administrador hizo de él una figura política clave durante la minoría de Alejandro III. Clemente fue miembro del Consejo de guardianes, el pequeño grupo de nobles y clérigos que gobernaron Escocia hasta el final de la adolescencia de Alejandro III. El Consejo gobernante se dividió en dos facciones rivales, una en torno a Walter Comyn y la otra alrededor de Alan Durward. Hay poca documentación acerca de las actividades de Clemente en relación con el Consejo, pero fue asociado con la facción de Comyn, que gozó de la mayor influencia después de que Walter obtuviera el control del gobierno en 1251. En 1255, los miembros de la facción de Durward lideraron un golpe en Roxburgo y expulsaron al grupo de Comyn del poder efectivo. Por desgracia para Alan Durward, Gamelin, partidario de Comyn, que había sido nombrado obispo de St. Andrews y sufría el exilio de su diócesis gracias a Durward, había huido a la corte papal y convenció al papa para que excomulgara a Durward. La sentencia fue entregada por el obispo Clemente y los abades de Melrose y Jedburgh. Éste es el último acto público conocido de Clemente.

## Muerte y legado

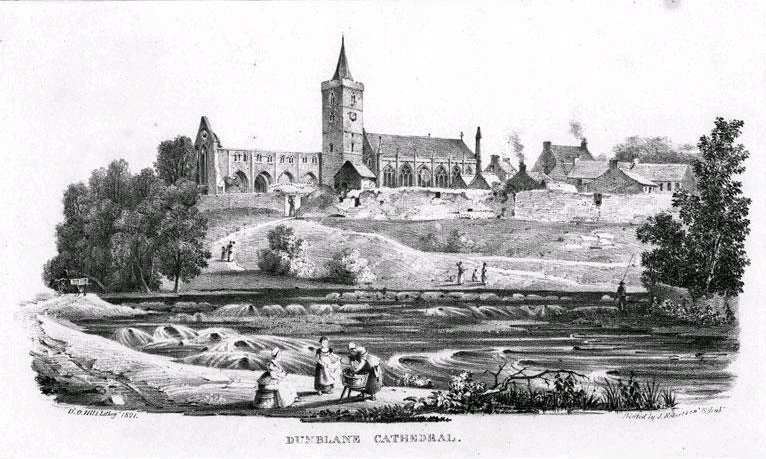
Litografía de la catedral de Dunblane, publicado en 1821, medio siglo antes de su reconstrucción.

La Crónica de Melrose recoge la muerte de Clemente en torno al año 1258. Fue recordado como el restaurador de la diócesis de Dunblane y el artífice de su nueva catedral. Por lo tanto, para las generaciones futuras, Clemente se convirtió en la «figura paterna» de la sede. Clemente fue más tarde venerado como santo, aunque no hay ningún registro de canonización formal. Su fiesta se celebraba el 19 de marzo, casi con total seguridad la fecha de su muerte. También se registró la muerte de Clemente en la obra de Walter Bower, un historiador escocés activo en los años 1440, que incluyó el obituario siguiente:

Clemente, obispo de Dunblane, murió; ese miembro destacado de la Orden de Predicadores, un hombre elocuente en la traducción de varias lenguas, poderoso en el discurso y la acción a los ojos de Dios y de los hombres. Encontró la iglesia catedral de su diócesis reducida, por el descuido de sus predecesores, a un estado de decadencia en el que se celebraban los oficios divinos apenas tres veces por semana, como si fuera una capilla rural. La reedificó para ser un santuario sagrado, enriquecido con tierras y posesiones y aumentó su prestigio agregando prebendas y canonjías.
Bower, Scotichronicon.

Tales halagos fueron expresados incluso durante la vida de Clemente. Por ejemplo, en 1250, se reunió en Londres el Capítulo General de la orden dominica y decretó que: 

Concedimus fratri Clementi, ordinis nostri, episcopo Scocie post mortem unam missam per ordinem a quolibet fratre sacerdote, et in provincia Anglie fiat pro eo quod pro alio fratre.
Concedemos al hermano Clemente, de nuestra orden, obispo de Escocia que tras su muerte se celebre una misa por parte de cada hermano sacerdote, y en su provincia de Anglia se haga por él lo que se hace por cualquier otro hermano.
Capitulum generale 1250, suffragium <4> (ed. B.M. Reichert, Acta capitulorum generalium ordinis praedicatorum, vol. I en Monumenta ordinis fratrum praedicatorum, III, Roma 1898, p. 54)

Aunque sólo sobrevive un sermón que casi con toda seguridad fue escrito por él, Clemente fue recordado como un prolífico traductor y se sabe que escribió cuatro libros (incluyendo una hagiografía de Santo Domingo de Guzmán), todos actualmente perdidos.
Las conclusiones de algunos historiadores han sido dispares respecto al episcopado del Clemente. Por ejemplo, Cynthia Neville, a pesar de reconocer que «el éxito de la reforma de la sede [de Dunblane] fue, de hecho, un éxito casi exclusivamente gracias a los esfuerzos de Clemente y sus sucesores», expresa, sin embargo, cierto escepticismo sobre sus logros y recuerda sus fracasos por obtener el patrocinio de los gobernantes de Strathearn. Otros se muestran más entusiastas. El historiador eclesiástico y ministro de la catedral de Dunblane, James Hutchison Cockburn, se mostró de acuerdo con el elogio de Bower y declaró que el «título» de santidad «había sido dignamente otorgado». Archie Duncan, más recientemente, declaró que Clemente «disfrutó de una reputación mucho más amplia de lo que explican sus logros nacionales por sí solos» y llegó a la conclusión de que Clemente «representa el triunfo del ideal de la reforma de la vida de la Iglesia sobre el "carrerismo" que generalmente motivaba al clero del siglo XIII».